# Mírame
Mírame, prvi je studijski glazbeni album meksičke pjevačice Marbelle Corelle. Snimljen je krajem 2006. godine a pušten je u prodaju 2007. godine. Na albumu ima šesnaest pjesama koje su kompilacija izvedbi tijekom Marbellina boravka u reality showu La Academia televizije Azteca, gdje je osvojila treće mjesto i ugovor s Warner Music, a sadrži i DVD s predstavljanjem uključenih tema. Album sadrži razne žanrove u rasponu od romantičnih latino balada, pop-glazbe i meksičkih ranchera balada. U Meksiku se prodalo 30.000 primjeraka toga albuma što mu je donijelo mjesto među prvih 50 najprodavanijih albuma u zemlji, po Amprofonu.

## Popis pjesama
| 1.    | »De contrabando«           | José Manuel Figueroa                                       | 4:10 |
| 2.    | »Sin él«                   | Marco Antonio Solís                                        | 3:05 |
| 3.    | »Que bello«                | Rudy La Scala                                              | 3:02 |
| 4.    | »Ojos así«                 | Shakira Isabel Mebarak Ripoll/Javier Garza/Pablo R. Flores | 3:59 |
| 5.    | »Atrévete«                 | Alfredo e. Matheus                                         | 3:20 |
| 6.    | »Es demasiado tarde«       | Maria Guadalupe Araujo Yong                                | 4:36 |
| 7.    | »Como la flor«             | A.B. Quintanilla III/Pedro Astudillo                       | 4:30 |
| 8.    | »Si quieres verme llorar«  | Johnny Herrera                                             | 3:53 |
| 9.    | »Mi problema«              | Aníbal Pastor                                              | 3:50 |
| 10.   | »Inocente pobre amiga«     | Alberto Aguilera Valadez                                   | 3:44 |
| 11.   | »Culpable o inocente«      | Camilo Blanes                                              | 3:32 |
| 12.   | »No me queda mas«          | A.B. Quintanilla III/Pedro Astudillo                       | 3:22 |
| 13.   | »El dolor de tu presencia« | Rudy Pérez                                                 | 3:14 |
| 14.   | »El chico del apto 512«    | A.B. Quintanilla III/Ricardo Vela                          | 4:18 |
| 15.   | »Candela«                  | Fabio Alonso Salgado                                       | 3:53 |
| 16.   | »Échame a mí la culpa«     | José Ángel Espinoza Ferrusquilla                           | 3:31 |
| 40:47 |                            |                                                            |      |